# فينلاي روبرتسون
فينلاي روبرتسون (بالإنجليزية: Finlay Robertson)‏ هو لاعب كرة قدم بريطاني في مركز الوسط، ولد في 12 نوفمبر 2002 في دندي في المملكة المتحدة. لعب مع نادي دندي.